# Flens Innebandyförening
Flens Innebandyförening grundades i Flen 1996. Innan dess var det Sparreholms IBK som fanns som grundades 1992.
Föreningen är idag en av Flens största idrottsföreningar med drygt 300 aktiva spelare.

## Årets förening
Vid den direktsända tv-galan Våra eldsjälar – Svenska Rikslotteriets Galakväll den 30 december 2007 korades Flens Innebandy till Årets förening bland 20 andra svenska föreningar som nominerats till utmärkelsen. Juryns motivering inleddes med ”Flens Innebandyförening arbetar för att ge alla lika möjligheter trots olika förutsättningar”.